# Mesophlebion caroli
Mesophlebion caroli är en kärrbräkenväxtart som beskrevs av Holtt. Mesophlebion caroli ingår i släktet Mesophlebion och familjen Thelypteridaceae. Inga underarter finns listade.